# Пасіонарія (серіал)
«Пасіонарія» ("Пасіонарія. Квітка пристрасті") — венесуельська теленовела, написана Вівель Нуелем і створена Venevisión у 1990 році. Кетрін Фулоп  і Фернандо Каррільо зіграли головні герої   з Генрі Галуе та Йоландою Мендес як головними антагоністами. Теленовела була розповсюджена міжнародно Venevision International . Телесеріал транслювався телеканалом ICTV у 1990-тих.

## Сюжет
«Пасіонарія» — це історія Барбари та Хесуса Альберто. Барбара Сантана — жвава й повна ентузіазму дівчина, але вона страждає від темної таємниці, яка не дає їй спати вночі й не дає спокою; сім років тому вона стала жертвою зґвалтування і мала дитину, яку вона ніколи не бачила, оскільки її тітка змусила її повірити, що дитина померла, а вона насправді відвезла її до дитячого будинку. Хесус Альберто — молодий амбітний механік з дуже твердими католицькими принципами, він обожнює свою дружину та маленьку дочку. Коли Барбара з'являється в його житті, він схвильований почуттями, які він не може контролювати, і намагається боротися з пристрастю, яка його дуже тягне. Незважаючи на те, що Барбара знає, що він одружений, вона переслідує його та підпорядковує йому позашлюбний зв’язок, який порушує всі правила. Барбара та Міріам, дружина Хесуса Альберто, стають близькими друзями, і коли вона захворіла й була на межі смерті, Міріам просить Барбару залишитися поруч із чоловіком і дочкою, коли її більше не буде. Хоча Барбара відкрита, незалежна і безтурботна, Хесус Альберто традиційний, методичний і вкрай шовіністичний, що призводить до зіткнення їхніх особистостей.  

## Актори

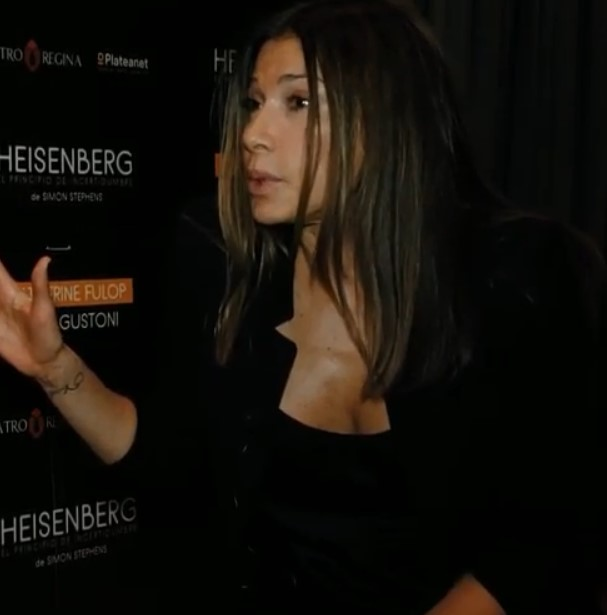
Катеріне Фулоп 2018р.

- Катеріне Фулоп 2018р.Катеріне Фулоп — Барбара Сантана де Монтеверде

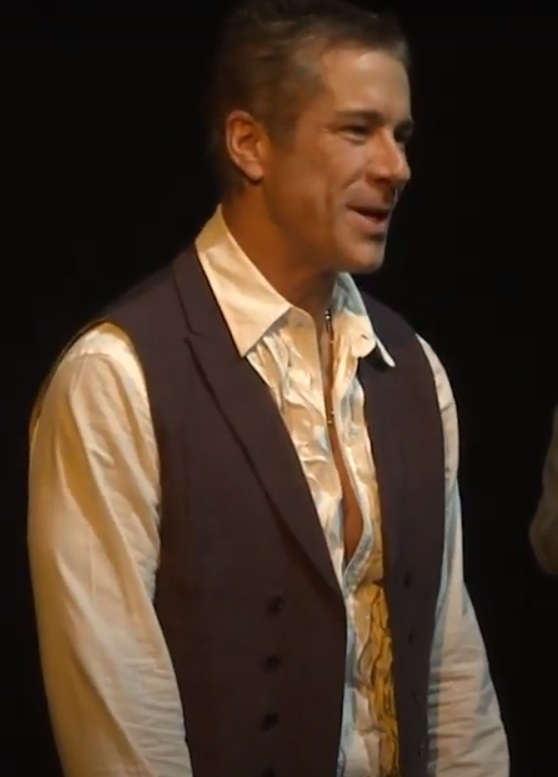
Фернадно Карільйо 2018р.

- Фернадно Карільйо 2018р.Фернандо Каррільйо — Хесус Альберто Товар Урданета
- Андрейна Санчес — Міріам де Товар
- Еллуз Пераса — Елізабет Монтіель
- Генрі Галуе в ролі Елізео Монтеверде
- Рауль Ксікес — Езекіель Сантана
- Йоланда Мендес — Нена Дуарте де Сантана
- Марія Євгенія Домінгес — Соледад Дуарте
- Вангі Лабалан — Віркінія Кіара
- Мауампі Акоста — Міміна
- Анжеліка Аренас — Чикінкіра Товар
- Карлос Арреаса — Келіто
- Ернесто Бальці — Луїс Феліпе Парра
- Рафаель Брісеньо в ролі Педро Педрози
- Марісела Буїтріаго в ролі Райзи
- Тереза Карденас — Діаніта
- Мануель Каррільо в ролі Педро Товара
- Кароліна Крістанчо — Черрі Гонсалес де ла Река
- Елена Дінісіо — Майя Ньевес Ібарра
- Франциско Феррарі в ролі Хесуса Урданети
- Кароліна Джентиле — Елоїза Монтеверде Сантана
- Маурісіо Гонсалес — Маурісіо Гонсалес де ла Река
- Мірелла Ларотонда — Качіта
- Естефанія Лопес — Аламбріто
- Есперанса Магас — Рената
- Альберто Марін — Хосе Товар